# Melinda Tankard Reist
Melinda Tankard Reist, née le 23 septembre 1963, est une écrivaine, conférencière, blogueuse et commentatrice des médias australien. Tankard Reist se décrit comme « une défenseuse des femmes et des filles » et une « féministe pro-vie »,. Son site Internet indique : « Elle est bien connue pour son travail en vue de lutter contre la violence à l'égard des femmes. ». Elle est fondatrice de l'association Collective Shout. Elle est décrite par Le Monde comme activiste féministe conservatrice et chrétienne

## Biographie
Tankard Reist est née à Mildura, Victoria. Elle a terminé ses études secondaires au Mildura High School et a étudié le journalisme à l'Institut royal de technologie de Melbourne avant de prendre un poste au Sunraysia Daily (en), où elle a travaillé de 1983 à 1987. En tant que récipiendaire d'une bourse de la Rotary Foundation (en), elle a étudié le journalisme à l'Université d'État de Californie à Long Beach en 1987 et 1988.
À son retour en Australie, Tankard Reist devient collaboratrice indépendante pour des journaux et à ABC Radio. De 1991 à 1993, elle a vécu en Asie du Sud-Est et s'est engagée dans un travail humanitaire. De retour en Australie, elle a occupé un poste de conseiller auprès du sénateur indépendant Brian Harradine de 1993 à 2005. Tankard Reist a fait partie du comité fondateur de la Karinya House for Mothers and Babies, un service d'hébergement et de sensibilisation à la prise en charge des femmes enceintes sans soutien, et de Erin House, un logement de transition pour les femmes après la naissance. Elle a participé au groupe de réflexion indépendant pour femmes Women's Forum Australia de 2005 à 2009. Elle a également travaillé comme consultante auprès d'ONG qui se concentrent sur la lutte contre la pauvreté dans le monde, notamment World Vision Australia de 2005 à 2008, engagée dans le développement de la campagne Don't Trade Lives de WVA. 
En 2009, elle a cofondé Collective Shout for a World Free of Sexploitation, un mouvement de campagne populaire qui cible les annonceurs, les entreprises et les commerçants qui objectivent les femmes et sexualisent les filles pour vendre des produits et des services. En 2025, cette association mène une campagne contre Steam et itch.io, ciblant leurs prestataires de paiements (Visa et Mastercard notamment), pour protester contre l'hébergement de jeux vidéo ayant du contenu pornographiques ou des scènes incestueuses, de viol ou pédopornographiques. En réaction, des joueurs ont lancé une pétition pour exiger desdits prestataires de paiement « la fin de la censure de contenu fictif qui respecte la loi et les condition d'utilisation des plateformes, le rejet de toute influence de groupe activiste, une totale transparence concernant la restriction de contenu et sa justification et enfin, la protection du droit des développeurs à créer du contenu pour adultes légal ». 
Tankard Reist est le directeur fondateur du Women's Forum Australia qui se décrit comme « un groupe de réflexion indépendant sur les femmes qui entreprend des recherches, de l'éducation et l'élaboration de politiques publiques sur les questions sociales, économiques, sanitaires et culturelles affectant les femmes ».

## Publications
- Giving sorrow words : women's stories of grief after abortion, 2000, Duffy & Snellgrove  (ISBN 978-1-875989-67-6)
- Defiant birth : women who resist medical eugenics, 2006, Spinifex Press  (ISBN 978-1-74219-048-8)
- Getting real : challenging the sexualisation of girls, 2009, Spinifex Press  (ISBN 978-1-876756-75-8)
- avec Abigail Bray, Big Porn Inc : exposing the harms of the global pornography industry, 2011, Spinifex Press  (ISBN 978-1-876756-89-5)
- avec Caroline Norma, Prostitution narratives : stories of survival in the sex trade, 2016, Spinifex Press  (ISBN 978-1-74219-986-3)